# Janet Peoples
Pour les articles homonymes, voir Peoples.
Janet Peoples est une scénariste américaine. 
Elle est mariée avec le scénariste David Peoples. Avec lui, elle a coécrit le scénario de L'Armée des douze singes de Terry Gilliam. Ils ont également coécrit le film The Day After Trinity.

## Filmographie
- 1981 : The Day After Trinity
- 1995 : L'Armée des douze singes (Twelve Monkeys)